# 各務原市少年自然の家
各務原市少年自然の家（かかみがはらししょうねんしぜんのいえ）は、岐阜県各務原市に位置する、野外社会教育施設（少年自然の家）。

## 概要
1980年（昭和55年）5月5日に開館。
飛騨木曽川国定公園の一角に位置し、南には木曽川、西には伊木山がある。
小学校、中学校、特別支援学校の小学部及び中学部の児童、生徒。および少年団体が利用可能。市内に住む小学生、中学生は利用料は無料。一般成人（高校生以上）の団体も利用できるが、小中学校少年団体の利用が優先されるなどの制限がある。
施設内にはプラネタリウム（ドームの直径16m）、天体観測室（15cm、12.5cm望遠鏡など数台の望遠鏡を設置）があり、毎月1～2回市民に公開され、公開講座や天体観測会が行われている。
基本的には団体での使用であるが、毎年数回行われるファミリーデーでは、家族単位での日帰り・宿泊の利用ができる（申込後抽選）。
受付時間は8:30～17:15。休業日は月曜日、祝日、12月28日～1月3日の年末。

## 施設内容
- 宿泊室（17室238人）
- リーダー室（5室36人）
- 集会室
- 和室研修室
- 研修室
- 食堂
- 大浴場（2箇所）
- クラフト室
- ホール
- 野外炊事上屋
- 野外炊事かまど
- ぜんがし池
- 野外作業台
- キャンプファイヤー場（2箇所）

## 所在地
- 岐阜県各務原市鵜沼小伊木町4-213

## 交通アクセス
- 名鉄各務原線 鵜沼宿駅下車、徒歩で約30分。
- 各務原市ふれあいバス・鵜沼線：「市民プール前」バス停下車、徒歩で約10分。

## 周辺
- 伊木山
- 伊木の森
- 各務原市民プール